# Orchestre symphonique de Paris
Ne doit pas être confondu avec l'Orchestre symphonique français créé en 1989 par Laurent Petitgirard
L'Orchestre symphonique de Paris est un orchestre français basé à Paris, créé en 1928 et dissous en 1938.

## Historique
L'orchestre symphonique de Paris est créé en 1928 à l'initiative conjuguée de deux mécènes, la Princesse de Polignac et Gabrielle Chanel. Son fonctionnement dépendait du mécénat privé. Sa devise était : « On peut vivre sans musique, mais pas si bien ! ».

## Directeurs musicaux
- Alfred Cortot - Ernest Ansermet - Louis Fourestier (1928–1929)
- Pierre Monteux (1929–1938)
- Jean Morel (1938)

## Créations
L'orchestre symphonique de Paris a créé diverses œuvres :
- Les Matelots, ballet de Georges Auric (1935);
- Suite française, de Daniel-Lesur (1935);
- Symphonie n° 1, de Marcel Delannoy (1934);
- Symphonie en la, de Pierre-Octave Ferroud (1931);
- Fantaisie pour violoncelle et orchestre de Jean Françaix (1935);
- Rugby d'Arthur Honegger (1928);
- Divertissement de Jacques Ibert (1930);
- La Course de Printemps de Charles Koechlin (1932);
- Clairs Obscurs, de Marcel Landowski (1938);
- Concerto Grosso d'Igor Markevitch (1930);
- Prélude pour un poète de Georges Migot (1929);
- Symphonie Lyrique de Nicolas Nabokov (1930);
- Concert champêtre de Francis Poulenc (1929);
- Concerto pour orgue, cordes et timbales de Francis Poulenc (1939);
- Symphonie nº 3 de Sergueï Prokofiev (1929);
- Adagio pour cordes de Jean Rivier (1931);
- Symphonie nº 1 de Jean Rivier (1933);
- Capriccio pour piano et orchestre d'Igor Stravinsky (1929);
- Six chansons françaises de Germaine Tailleferre (1930);
- Ouverture de Germaine Tailleferre (1932);
- Concerto pour deux pianos, chœur et orchestre de Germaine Tailleferre (1934);
- Concerto pour violon de Germaine Tailleferre (1936).

## Film
L'orchestre a été filmé jouant l'Ouverture du Freischütz de Weber sous la direction de Felix Weingartner en 1932. Il apparaît dans la série Art of Conducting - Great Conductors of the Past (Teldec 1994).